# Resurrection (Common)
Resurrection è un album di Common del 1994, prodotto su LP, CD e musicassetta. È stato ristampato nel 2009 su CD dalla Sony Music.

## Tracce
1. Resurrection – 3:47
2. I Used to Love H.E.R. – 4:39
3. Watermelon – 2:39
4. Book of Life – 5:06
5. In My Own World (Check the Method) – 3:32
6. Another Wasted Nite With... – 1:02
7. Nuthin' to Do – 5:20
8. Communism – 2:16
9. WMOE – 0:24
10. Thisisme – 4:54
11. Orange Pineapple Juice – 3:28
12. Chapter 13 (Rich Man Vs. Poor Man) – 5:23
13. Maintaining – 3:49
14. Sum Shit I Wrote – 4:31
15. Pop's Rap – 3:22